# فریتس هوخرهایده
فریتس هوخرهایده (هلندی: Frits Hoogerheide؛ زادهٔ ۲۷ مارس ۱۹۴۴) دوچرخه‌سوار اهل هلند است.